# Secuencia lineal recurrente

En matemáticas, se denomina secuencia lineal recurrente de orden p a cualquier sucesión con valores en un campo conmutativo K (por ejemplo ℝ o ℂ; solo se considerará el primer caso en este artículo) definidos para todo {\displaystyle n\geq n_{0}} por una relación de recurrencia lineal de la forma 
 donde {\displaystyle a_{0}}, {\displaystyle a_{1}}, ... {\displaystyle a_{p-1}} son p escalares fijos de K (con {\displaystyle a_{0}} no nulo). 
Tal secuencia está completamente determinada por los datos de sus primeros términos p y por la relación de recurrencia. 
Las secuencias recurrentes lineales de orden 1 son las progresiones geométricas. 
El estudio de secuencias lineales recurrentes de orden superior se reduce a un problema de álgebra lineal. La expresión del término general de dicha secuencia es posible siempre que se pueda factorizar un polinomio asociado con él, denominado polinomio característico; el polinomio característico asociado con una secuencia que verifica la relación de recurrencia anterior es: 
{\displaystyle P(X)=X^{p}-\sum _{i=0}^{p-1}a_{i}X^{i}=X^{p}-a_{p-1}X^{p-1}-a_{p-2}X^{p-2}-\dots -a_{1}X-a_{0}.}
Su grado es, por lo tanto, igual al orden de la relación de recurrencia. En particular, en el caso de secuencias de orden 2, el polinomio es de grado 2, y por lo tanto, puede factorizarse utilizando el cálculo de su discriminante. En consecuencia, el término general de secuencias lineales recurrentes de orden 2 puede expresarse utilizando solo los dos primeros términos, algunos valores constantes, algunas operaciones elementales de aritmética (suma, resta, multiplicación, exponencial) y el seno y coseno (si el cuerpo escalar es el cuerpo real). Una de estas secuencias es la famosa sucesión de Fibonacci, que puede expresarse a partir de potencias que involucran la proporción áurea. 

## Secuencia lineal recurrente de orden 1
Las secuencias recurrentes lineales de orden 1 son las progresiones geométricas. 
Si la relación de recurrencia es {\displaystyle u_{n+1}=qu_{n}}, el término general es {\displaystyle u_{n}=u_{n_{0}}q^{n-n_{0}}}. 

## Secuencia lineal recurrente de orden 2
Si a y b son dos escalares fijos de K, con b distinto de cero, la relación de recurrencia es 
{\displaystyle u_{n+2}=au_{n+1}+bu_{n}\quad (R).}
Los escalares r tales que la secuencia {\displaystyle (r^{n})_{n\in \mathbb {N} }} se verifican en (R) son las soluciones de la ecuación cuadrática {\displaystyle r^{2}-ar-b=0} . El polinomio {\displaystyle X^{2}-aX-b} entonces se llama el polinomio característico de la secuencia. Su discriminante es {\displaystyle \Delta =a^{2}+4b} . Luego se deberán distinguir varios casos, dependiendo del número de raíces del polinomio característico.
| Teorema: El término general de una secuencia de valores en K y verificando (R) es: 1. {\displaystyle \lambda r_{1}^{n}+\mu r_{2}^{n}} si {\displaystyle r_{1}} y {\displaystyle r_{2}} son dos raíces distintas (sobre K) del polinomio {\displaystyle X^{2}-aX-b}, 2. {\displaystyle (\lambda +\mu n)r_{0}^{n}} si {\displaystyle r_{0}} es una raíz doble del polinomio {\displaystyle X^{2}-aX-b}, con {\displaystyle \lambda ,\mu } parámetros sobre K multiplicando los dos primeros valores de la secuencia. |

El caso 1 ocurre por ejemplo si {\displaystyle K=\mathbb {R} } y si el discriminante {\displaystyle \Delta =a^{2}+4b} es estrictamente positivo, o si {\displaystyle K=\mathbb {C} } y {\displaystyle \Delta \neq 0} . Además, si las dos raíces {\displaystyle r_{1},r_{2}} del polinomio {\displaystyle X^{2}-aX-b} son dos complejos conjugados {\displaystyle \rho \mathrm {e} ^{\mathrm {i} \theta }} y {\displaystyle \rho \mathrm {e} ^{-\mathrm {i} \theta }}, entonces el término general de dicha secuencia también se escribe: 
- {\displaystyle \rho ^{n}(A\cos(n\theta )+B\sin(n\theta ))} con los parámetros A y B en K ( {\displaystyle =\mathbb {R} } o {\displaystyle \mathbb {C} }, dependiendo de si se está interesado en secuencias reales o complejas) determinado por los dos primeros valores de la secuencia.

El caso 2 ocurre cuando {\displaystyle \Delta =0} y luego la raíz doble es {\displaystyle r_{0}={\frac {a}{2}}} . 
No se pierde nada de la generalidad de la secuencia suponiendo que se define en todos ℕ y no solo en {\displaystyle n_{0}}. De hecho, el estudio de una secuencia u que solo se define a partir de {\displaystyle n_{0}} se reduce a la de la secuencia v definida en ℕ por {\displaystyle v_{n}=u_{n+n_{0}}} . 

### Identidades notables
Si una secuencia u verifica que 
{\displaystyle \forall n\in \mathbb {N} \quad u_{n+2}=au_{n+1}+bu_{n}\quad (R)}
entonces puede extenderse a índices negativos y vincularse a las potencias de la matriz
{\displaystyle P:={\begin{pmatrix}a&b\\1&0\end{pmatrix}}}
(invertible dado que b ≠ 0) por: 
{\displaystyle \forall n\in \mathbb {Z} \quad {\begin{pmatrix}u_{n+1}\\u_{n}\end{pmatrix}}=P^{n}{\begin{pmatrix}u_{1}\\u_{0}\end{pmatrix}}} .

Esto permite mostrar que para v igual a u o cualquier otra secuencia que satisfaga la misma relación de recurrencia (R) y para todos los enteros i, j, k, l r:
 En particular:

## Secuencia de orden recurrentep

### Subespacio vectorial de dimensiónp
Si se denomina {\displaystyle (R_{p})} la relación de recurrencia: 
Para todo entero n, {\displaystyle u_{n+p}=a_{0}u_{n}+a_{1}u_{n+1}+\cdots +a_{p-1}u_{n+p-1}}
y si se denomina {\displaystyle E_{R_{p}}} al conjunto de secuencias de valores en K que satisfacen {\displaystyle (R_{p})}, se demuestra que {\displaystyle E_{R_{p}}} es un subespacio vectorial del espacio de secuencias de valores en K. Esto se debe a la linealidad de la relación de recurrencia. 
Además, este subespacio es de dimensión p. De hecho, existe un isomorfismo de espacios vectoriales entre {\displaystyle E_{R_{p}}} y {\displaystyle K^{p}}: para cada secuencia u {\displaystyle E_{R_{p}}}, se asocia la p-tupla {\displaystyle (u_{0},u_{1},\cdots ,u_{p-1})}. Entonces es suficiente conocer una familia libre de p secuencias que verifiquen {\displaystyle (R_{p})}, todo {\displaystyle E_{R_{p}}} entonces es engendrado por esta familia libre. 

### Término general
La búsqueda del término general y secuencias específicas se lleva a cabo trabajando en {\displaystyle K^{p}}. A cada secuencia {\displaystyle (u_{n})_{n\in \mathbb {N} }} se le asocia la secuencia {\displaystyle (U_{n})_{n\in \mathbb {N} }} definida por 
{\displaystyle U_{n}={\begin{pmatrix}u_{n}\\u_{n+1}\\\vdots \\u_{n+p-1}\end{pmatrix}}.}
La relación de recurrencia en {\displaystyle (u_{n})_{n\in \mathbb {N} }} induce una relación de recurrencia en {\displaystyle (U_{n})_{n\in \mathbb {N} }}
{\displaystyle U_{n+1}=AU_{n}} donde
{\displaystyle A={\begin{pmatrix}0&1&0&\cdots &0\\0&0&1&\cdots &0\\\vdots &\ddots &\ddots &\cdots &\vdots \\0&\cdots &\cdots &0&1\\a_{0}&a_{1}&\cdots &\cdots &a_{p-1}\end{pmatrix}}}
(A es la matriz compañera del polinomio característico de la secuencia). 
El término general de la secuencia U se determina entonces por
{\displaystyle U_{n}=A^{n}U_{0}.}
El problema parece haber terminado. Pero la verdadera dificultad consiste en calcular {\displaystyle A^{n}} ... Se prefiere determinar una base de {\displaystyle E_{R_{p}}}. 

### Determinación de una base
El polinomio característico de la matriz A es {\displaystyle P(X)=X^{p}-\sum _{i=0}^{p-1}a_{i}X^{i}}. No es casualidad que caracterice a las secuencias {\displaystyle u=(u_{n})_{n\in \mathbb {N} }} que se verifican sobre {\displaystyle R_{p}}. 
Se denota por f a la transformación lineal que, en una secuencia {\displaystyle u=(u_{n})_{n\in \mathbb {N} }} combina la secuencia {\displaystyle v=(v_{n})_{n\in \mathbb {N} }} definida por {\displaystyle v_{n}=u_{n+1}}. La condición "u verifica {\displaystyle R_{p}}" se traduce en P(f)(u) = 0. El conjunto {\displaystyle E_{R_{p}}} es por lo tanto el núcleo de P(f). Si el polinomio P se divide en K (que siempre es cierto si K = ℂ), se escribe {\displaystyle P=\prod _{i=1}^{k}(X-r_{i})^{\alpha _{i}}} donde {\displaystyle r_{1},r_{2},\dots ,r_{k}} son las raíces de P; y {\displaystyle \alpha _{1},\alpha _{2},\dots ,\alpha _{k}} sus respectivos órdenes de multiplicidad. El núcleo de P(f) es entonces la suma directa de los núcleos de {\displaystyle (f-r_{i}Id)^{\alpha _{i}}}. Por lo tanto, es suficiente encontrar una base de cada uno de estos núcleos para determinar una base de {\displaystyle E_{R_{p}}}. 
Se puede demostrar que cualquier secuencia de términos generales {\displaystyle Q(n)r_{i}^{n}} es elemento del núcleo de {\displaystyle (f-r_{i}Id)^{\alpha _{i}}} siempre y cuando el grado de Q sea estrictamente menor que {\displaystyle \alpha _{i}}. Esta demostración se realiza por inducción en {\displaystyle \alpha _{i}}. Como las secuencias {\displaystyle (n^{j}r_{i}^{n})_{n\in \mathbb {N} }}, para j = 0 a {\displaystyle \alpha _{i}-1}, forman una partida libre de {\displaystyle \alpha _{i}} elementos, las secuencias {\displaystyle (n^{j}r_{i}^{n})_{n\in \mathbb {N} }}, para j de 0 a {\displaystyle \alpha _{i}-1} e i de 1 a k, se forma una familia libre de {\displaystyle \alpha _{1}+\alpha _{2}+\cdots +\alpha _{k}=p} elementos de {\displaystyle E_{R_{p}}} (de dimensión p), que por lo tanto es una base de {\displaystyle E_{R_{p}}}. Los elementos de {\displaystyle E_{R_{p}}} son, por lo tanto, sumas de secuencias cuyo término general es {\displaystyle Q(n)r_{i}^{n}} con un grado de Q estrictamente menor que {\displaystyle \alpha _{i}}.

### Vuelta a la recurrencia de orden 2
Si el polinomio característico se divide en {\displaystyle (X-r_{1})(X-r_{2})} entonces los polinomios Q son de grado 0 y los elementos de {\displaystyle E_{R_{2}}} son secuencias cuyo término general es {\displaystyle \lambda _{1}r_{1}^{n}+\lambda _{2}r_{2}^{n}}. 
Si el polinomio característico se divide en {\displaystyle (X-r_{0})^{2}} entonces los polinomios Q son de grado 1 y los elementos de {\displaystyle E_{R_{2}}} son secuencias cuyo término general es {\displaystyle (\lambda _{1}n+\lambda _{2})r_{0}^{n}} . 

## Artículos relacionados
- Generando series de una secuencia lineal recurrente
- Sucesión de Lucas
- Transformación binomial

- Datos: Q23835453